# Fenciclidină
Fenciclidina (PCP, fenilciclohexilpiperidină, denumită și „praful îngerilor”, engleză angel dust) a fost utilizată în trecut ca anestezic general, iar în prezent se utilizează recreațional ca drog. Induce halucinații, percepție alterată auditivă și comportament violent. Este administrată de obicei prin fumat, dar se poate administra și oral, insufla sau injecta.

## Farmacologie
Fenciclidina este un anestezic disociativ, ca și ketamina, și acționează în principal ca antagonist al receptorilor de tip NMDA.